# Circuito aritmético
Circuito aritmético é um tipo de circuito combinatório que executa operações de subtração, adição, multiplicação, divisão, operações lógicas (and/or) ou qualquer outra função que possa ser implementada em um circuito combinatório. São chamadas de ULA (unidade lógica aritmética) ou ALU do inglês.

## Circuito somador
A adição binária é a operação mais simples de circuitos aritméticos. A adição binária (0 1) é executada da mesma forma que a decimal (0 1 2 3 4 5 6 7 8 9), inclusive no "vai um" (Carry Out, de saída, e Carry In, de entrada) como pode ser entendida no exemplo dado abaixo. Quando somamos dois números binários começamos pela coluna menos significativa e continuamos na ordem crescente de significatividade (analogamente aos números decimais, em que começamos com a unidade e continuamos com a dezena, centena, e assim por diante).
Aqui podemos ver uma adição de 2 bits que acaba resultando em 4 possibilidades.
{\displaystyle 0+0=0}
{\displaystyle 0+1=1}
{\displaystyle 1+0=1}
{\displaystyle 1+1=10} (0 e "vai" 1)

### Meio somador
O circuito combinacional que executa a soma de 2 bits é denominado de semi-somador. O circuito semi-somador consiste em 2 entradas e 2 saídas. Podemos designar as 2 entradas pelos 2 bits a serem de entrada que serão somados e as 2 saídas que são a soma.
Abaixo temos a tabela verdade de um circuito semi-somador:
| X | Y | S | A |
| 0 | 0 | 0 | 0 |
| 0 | 1 | 1 | 0 |
| 1 | 0 | 1 | 0 |
| 1 | 1 | 0 | 1 |
| - | - | - | - |

As expressões 'X' e 'Y' são os valores de entrada. 'A' é o "vai um" e expressa uma operação AND entre X e Y. 'S' é o bit menos significativo da soma e expressa a operação XOR entre X e Y.
O circuito meio somador tem este nome porque não leva em consideração os resultados de somas menos significativas. Para casos em que a entrada menos significativa (denominada carry) seja considerada, usamos a denominação de circuitos de somador completo. Esses circuitos executam a soma dos 2 bits levando em consideração as entradas menos significativas de bit de carry. Este somador tem as mesmas saídas do meio somador (soma e carry).

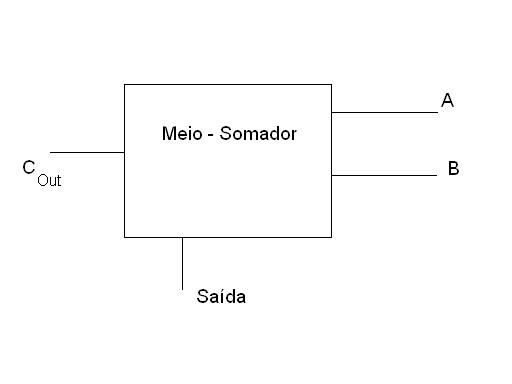
Bloco meio somador

### Somador completo

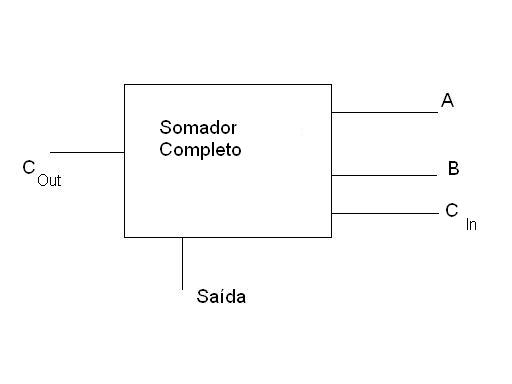
Bloco somador completo

O somador completo como citado acima possui Carry In. Ele é utilizado para somar números de pelo menos 2 casas. Isso é possível cascateando um semi-somador com somadores completos.
| X | Y | C | S | A |
| 0 | 0 | 0 | 0 | 0 |
| 0 | 0 | 1 | 1 | 0 |
| 0 | 1 | 0 | 1 | 0 |
| 0 | 1 | 1 | 0 | 1 |
| 1 | 0 | 0 | 1 | 0 |
| 1 | 0 | 1 | 0 | 1 |
| 1 | 1 | 0 | 0 | 1 |
| 1 | 1 | 1 | 1 | 1 |
| - | - | - | - | - |

As expressões 'X' e 'Y' são os valores de entrada. 'C' é o Carry In ("vai um" do bit anterior). 'A' é o "vai um" para o próximo bit e expressa uma operação '(X and Y) or (X and C) or (Y and C)'. 'S' é o bit menos significativo da soma e expressa a operação XOR entre X e Y.

## Circuito subtrator

### Subtração binária
Na subtração procede-se da mesma maneira que na subtração decimal, porém o "vai um" é colocado no algarismo de baixo.
Aqui podemos ver uma subtração de 2 bits que acaba resultando em 4 possibilidades.
{\displaystyle 0-0=0}
{\displaystyle 0-1=1} e "empresta" 1
{\displaystyle 1-0=1}
{\displaystyle 1-1=0}

### Meio subtrator
O circuito subtrator é o circuito que executa a subtração binária, porém este tipo de circuito não possui o Carry In (apesar de ter Carry Out). É utilizado para subtrações de apenas dois bits ou inícios de cascateamento de circuitos subtratores completos. O circuito meio subtrator consiste em 2 entradas e 2 saídas. Podemos designar as 2 entradas pelos 2 bits a serem de entrada que serão subtraídos e as 2 saídas que são a subtração e o Carry Out.
Abaixo temos a tabela verdade de um circuito meio subtrator:
| X | Y | S | A |
| 0 | 0 | 0 | 0 |
| 0 | 1 | 1 | 1 |
| 1 | 0 | 1 | 0 |
| 1 | 1 | 0 | 0 |
| - | - | - | - |

As expressões 'X' e 'Y' são os valores de entrada. 'A' é o "empréstimo" e expressa uma operação AND entre X e Y com a entrada X negada (¬X). 'S' é o bit menos significativo da diferença e expressa a operação XOR entre X e Y.
O circuito meio subtrator tem este nome porque ele não leva em consideração os resultados de subtração menos significativas igual no meio somador. Para casos em que a entrada menos significativa, denominada carry seja considerada, usamos a denominação de circuitos de subtrator completo. Esses circuitos executam a subtração dos 2 bits levando em consideração as entradas menos significativas de bit de carry. Este subtrator tem as mesmas saídas do meio subtrator (subtração e carry).

### Subtrator completo
O subtrator completo como citado acima possui Carry In. Ele é utilizado para subtrair números de pelo menos 2 casas. Isso é possível cascateando um meio-subtrator com subtradores completos.
| X | Y | C | S | A |
| 0 | 0 | 0 | 0 | 0 |
| 0 | 0 | 1 | 1 | 1 |
| 0 | 1 | 0 | 1 | 1 |
| 0 | 1 | 1 | 0 | 1 |
| 1 | 0 | 0 | 1 | 0 |
| 1 | 0 | 1 | 0 | 0 |
| 1 | 1 | 0 | 0 | 0 |
| 1 | 1 | 1 | 1 | 1 |
| - | - | - | - | - |

As expressões 'X' e 'Y' são os valores de entrada. 'C' expressa o Carry In ("empréstimo" do bit anterior). 'A' é o "empréstimo" para o próximo bit e expressa uma operação '(¬X and Y) or (¬X and C) or (Y and C)'. 'S' é o bit menos significativo da diferença e expressa a operação XOR entre X, Y e C.

## Somadores de palavras binárias 2 bits
A soma de palavras binárias necessita ‘N’ somadores inteiros estejam em paralelo sendo que as palavras possuem ‘N’ bits.
O somador para duas palavras binárias que possua "n" bits é formado pela ligação de "N" somadores completos sendo que o "vai um" de uma posição é usado como o "vem um" da esquerda da posição seguinte. O "vem um" da direita será aterrado.